# پنج رانندگی
پنج رانندگی (انگلیسی: Drive5) تک‌آهنگی از اولین آلبوم تک‌آهنگ خوانندهٔ اهل کره جنوبی هی‌یونگ به نام ماهی مسافر است که در ۱۳ اوت ۲۰۲۳ توسط اف‌ان‌سی منتشر شد.